# Жамов, Василий Евстафьевич
Василий Евстафьевич Жамов (1881—1920) — полковник Генерального штаба, герой Первой мировой войны, участник Белого движения.

## Биография
Сын почтово-телеграфного чиновника. Образование получил в Режицком городском училище.
Окончил Виленское пехотное юнкерское училище, откуда выпущен был подпрапорщиком в 114-й пехотный Новоторжский полк. 4 ноября 1901 года произведен подпоручиком в тот же полк.
С началом русско-японской войны, 25 ноября 1904 года переведен в 12-й пехотный Великолуцкий полк. За боевые отличия награждён двумя орденами. На фронте произведен в поручики (производство утверждено Высочайшим приказом от 4 декабря 1905). 7 июля 1906 переведен обратно в 114-й пехотный Новоторжский полк.
В 1909 году окончил Николаевскую академию Генерального штаба по 1-му разряду и 30 апреля того же года был произведен в штабс-капитаны «за отличные успехи в науках». Цензовое командование ротой отбывал в 114-м пехотном Новоторжском полку (1909—1911). 26 ноября 1911 года переведен в Генеральный штаб с назначением старшим адъютантом штаба 1-й Сибирской стрелковой дивизии, а 6 декабря того же года произведен в капитаны. 16 марта 1914 года переведен в Главное управление Генерального штаба.
С началом Первой мировой войны, 27 мая 1915 года назначен старшим адъютантом 14-й пехотной дивизии. 6 августа 1915 года произведен в подполковники с назначением штаб-офицером для поручений при штабе 30-го армейского корпуса. 3 декабря 1915 года назначен исправляющим должность начальника штаба 2-й стрелковой дивизии. Пожалован Георгиевским оружием
За то, что, будучи в чине подполковника, принимая энергичное участие в разработке и подготовке Луцкого прорыва 22 и 23 мая 1916 года, лично производил разведку и давал указания на местах по оборудованию позиции, неоднократно подвергая свою жизнь явной опасности. В дальнейшем развитии операций своим самоотверженным участием, при условиях безусловной опасности, в сильной степени способствовал блестящему развитию и завершению задачи своей дивизии.
6 декабря 1916 года произведен в полковники, а 21 сентября 1917 года назначен командиром 6-го стрелкового полка.
В Гражданскую войну участвовал в Белом движении на Юге России. На 2 октября 1918 года — начальник канцелярии главного начальника снабжений Добровольческой армии. С 10 октября 1919 года состоял в штабе войск Новороссийской области ВСЮР. В ноябре 1919 года был назначен начальником штаба 13-й пехотной дивизии, в каковой должности оставался и в Русской армии. Скончался от ран в июле 1920 года, был похоронен в селе Чаплинка. По некоторым данным, награждён орденом Св. Николая Чудотворца.

## Награды
- Орден Святого Станислава 3-й ст. мечами и бантом (ВП 4.02.1907)
- Орден Святой Анны 4-й ст. с надписью «за храбрость» (ВП 11.06.1907)
- Орден Святой Анны 3-й ст. (ВП 16.02.1911)
- Орден Святого Станислава 2-й ст. (ВП 17.05.1914)
- Орден Святой Анны 2-й ст. «за отлично-ревностную службу и особые труды, вызванные обстоятельствами текущей войны» (ВП 22.03.1915)
- мечи к ордену Св. Анны 2-й ст. (ВП 8.01.1917)
- Орден Святого Владимира 3-й ст. с мечами (ПАФ 31.05.1917)
- Георгиевское оружие (ПАФ 28.07.1917)